# Carl Friedrich Henrich
Carl Friedrich Henrich (* 24. Februar 1839 in Frankfurt am Main; † 14. Dezember 1919 ebenda) war ein deutscher Unternehmer und Präsident des Deutschen Brauer-Bundes. 

## Leben
Carl Friedrich Henrich wurde als Sohn des Brauereibesitzers und Politikers Johann Gerhard Henrich (1804–1883) und dessen Ehefrau Friederike Veronika Buchner (1808–1888) geboren.  
Er erlernte wie sein Vater den Beruf des Brauers und Mälzers  und war vom Jahresbeginn 1879 an als Mitglied der Frankfurter Stadtverordnetenversammlung kommunalpolitisch aktiv tätig.
1876 übernahm er das Amt des Präsidenten des Deutschen-Brauer-Bundes und wurde 1911 durch Rudolf Funke als dessen Nachfolger im Amt abgelöst.
Nach dem Tod seines Vaters im Jahre 1883 übernahm er dessen Brauerei und wurde 1884 Vorsitzender der Deutschen Brauerei- und Mälzerei-Berufsgenossenschaft mit Sitz in Frankfurt/Main und gründete die erste  Berufsgenossenschaft auf deutschem Boden. Sein Bestreben war  - noch vor Erlass der Sozialgesetze – die Sicherung der Gesundheit und des Lebens der Brauergehilfen.
1920 folgte die Fusion zur Brauerei Henninger-Kempff-Stern und Johann Gerh. Henrich AG.

### Familie
Am 14. August 1865 heiratete er in Frankfurt am Main Anna Boettger (1842–1901, Tochter des Rudolf Christian Böttger und der Sophie Elisabeth Harpke).
Aus der Ehe sind die Kinder Rudolph (1870–1950, Nachfolger im Unternehmen) und Rosa Johanna (1897–1962, ∞ Konrad Karl Bruno Schubert) hervorgegangen.

### Öffentliche Ämter
- Aufsichtsratsmitglied bei der Hypothekenbank Frankfurt[3]
- Mitglied der Industrie- und Handelskammer Frankfurt am Main[4]
- Mitglied im  Bezirks-Eisenbahnrat Hannover als Vertreter der IHK Frankfurt[5]
- Mitglied des Gewerbesteuerausschusses der Gewerbesteuer Klasse I[6]

### Auszeichnungen
- Geheimer Kommerzienrat